# Antigius souyoensis
Antigius souyoensis är en fjärilsart som beskrevs av Doi 1931. Antigius souyoensis ingår i släktet Antigius och familjen juvelvingar. Inga underarter finns listade i Catalogue of Life.